# René Capitant
René Capitant (La Tronche, 19 agosto 1901 – Suresnes, 23 maggio 1970) è stato un giurista e politico francese.

## Biografia
Figlio di Henri Capitant, frequentò il Lycée Henri-IV a Parigi. Sempre nella capitale francese conseguì la laurea in Giurisprudenza.
Negli anni 1930 fu nominato docente presso l'Università di Strasburgo e divenne membro del Comitato di vigilanza degli intellettuali antifascisti (CVIA).
Durante la seconda guerra mondiale partecipò alla creazione del movimento di resistenza Combat a Clermont-Ferrand. Dovendo abbandonare la Francia, nel 1941 divenne professore di diritto all'Università di Algeri. Dopo la Liberazione di Parigi venne nominato Ministro dell'educazione nazionale durante il governo provvisorio della Repubblica francese.
Dal 1945 al 1951 fu un membro gollista di sinistra dell'Assemblea nazionale. Nel 1946 fondò assieme a Louis Vallon il partito Union gaulliste. In seguito fu segretario generale dell'Unione Democratica del Lavoro dal 1959 al 1962.
Dopo il 1951 divenne professore di diritto a Parigi e fu nominato direttore della casa franco-giapponese di Tokyo dal 1957 al 1960. Fu poi rieletto all'Assemblea nazionale dal 1962 al 1968.
Dal 31 maggio 1968 al 28 aprile 1969 ricoprì l'incarico di Ministro della giustizia durante i governi Pompidou IV e Couve de Murville.